# Міністр закордонних справ
Міністр закордонних справ — посадова особа, яка очолює міністерство закордонних справ держави у ранзі міністра, який відповідає за зовнішні зносини та зовнішню політику держави. Входить до складу уряду (кабінету, ради міністрів тощо). Одна з найважливіших посад в уряді. Міністр, як і президент держави та очільник уряду, може вести безпосередні перемовини без спеціальних повноважень і має право підписати міжнародний договір без певного формального повноваження. Під час поїздок за кордон міністр також має дипломатичні привілеї та імунітет.
У США цю посаду міністра закордонних справ називають Державний секретар (держсекретарем), у Великій Британії — Державний секретар Його Величності із закордонних і справ Співдружності націй, у Ватикані — Секретар з відносин із державами, в Індії —  міністром зовнішніх справ. У деяких країнах називають: міністр закордонних справ, міністр міжнародних справ, міністр зовнішніх зв'язків, міністр закордонних справ і торгівлі, держсекретар закордонних справ тощо. У багатьох країнах Латинської Америки міністра закордонних справ називають канцилером (тобто канцлером). 
У Византійській імперії функції міністра закордонних справ виконував дромологофет.